# آمریکن فلگ (آریزونا)
امریکن فلگ، اریزونا (به انگلیسی: American Flag, Arizona) یک شهر متروکه در ایالات متحده آمریکا است که در آریزونا واقع شده‌است.

## خصوصیات
امریکن فلگ ۰ نفر جمعیت دارد و ۱٬۳۴۸ متر بالاتر از سطح دریا واقع شده‌است.